# 哈赖耶
哈赖耶（Harraiya），是印度北方邦Basti县的一个城镇。总人口8333（2001年）。

## 人口
该地2001年总人口8333人，其中男性4335人，女性3998人；0—6岁人口1392人，其中男715人，女677人；识字率64.56%，其中男性为72.32%，女性为56.15%。